# Жълта брезовка
Жълтата брезовка (Leccinum crocipodium) е вид ядлива базидиева гъба от род Брезовки (Leccinum).

## Описание
Шапката е сравнително дребна, достигаща до 8 cm в диаметър. В началото е лимоненожълта, по-късно жълто-кафеникава до кафява, а понякога има маслинен оттенък. Кожицата е суха. Пънчето като младо е бъчвовидно, а по-късно става вретеновидно, рядко цилиндрично. Първоначално е лимоненожълто, а с възрастта избледнява до кремаво или белезникаво. Местото е плътно, кремаво или белезникаво, като при излагане на въздух става червено и после черно. Ядлива гъба, подходяща за консумация в прясно състояние, сушена или консервирана.

## Местообитание
Среща се сравнително рядко през юни – септември поединично или на малки групи в топли широколистни гори. Развива се в микориза с дъб, много рядко с бук.